# 1850 en santé et médecine
| Années de la santé et de la médecine : 1847 - 1848 - 1849 - 1850 - 1851 - 1852 - 1853    |
| Décennies de la santé et de la médecine : 1820 - 1830 - 1840 - 1850 - 1860 - 1870 - 1880 |

Cet article présente les faits marquants de l'année 1850 en santé et médecine.

## Événements
- Armand Trousseau (1801-1867) devient membre de l'Académie nationale de médecine.
- Maurice Krishaber (1833-1883) perfectionne la canule trachéale qui porte son nom[1].

## Naissances
- 24 janvier : Hermann Ebbinghaus (mort en 1909), psychologue allemand.
- 29 janvier : Edmond Nocard (mort en 1903), vétérinaire et microbiologiste français.
- 3 juillet : Fernand Linarès (mort en 1938), médecin et explorateur français.
- 18 août : Julian Talko-Hryncewicz (mort en 1936), médecin et anthropologue polonais.

## Décès
- 14 août : Gerard Troost (né en 1776), médecin, naturaliste et minéralogiste américano-néerlandais[2].
- 30 novembre : Germain Henri Hess (né en 1802), médecin et chimiste suisse, à l'origine de la loi de Hess.
- 9 décembre : Antoine Labarraque (né en 1777), pharmacien et chimiste français.